# Gąska zielonka

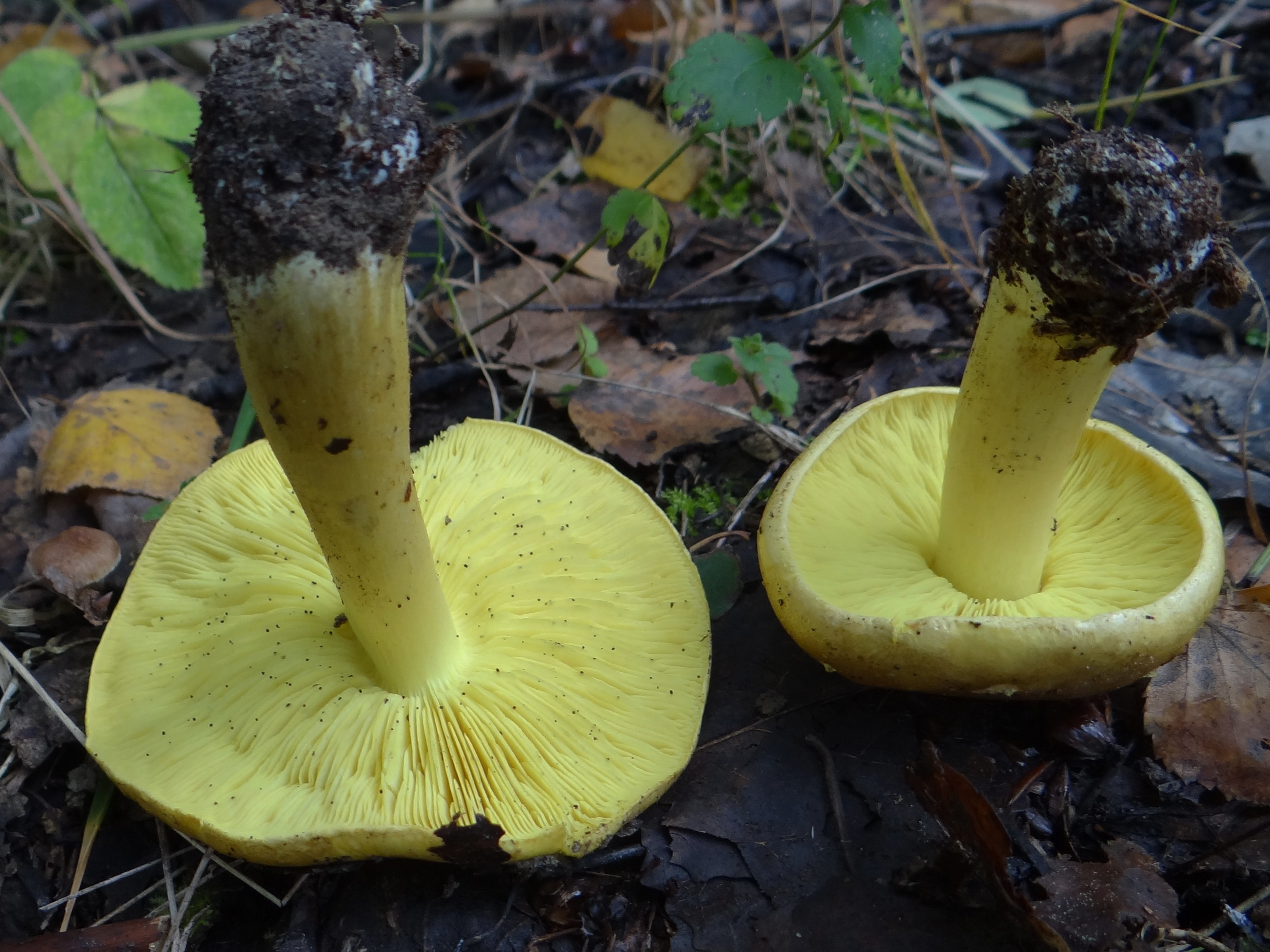
Trzon i blaszki gąski zielonki

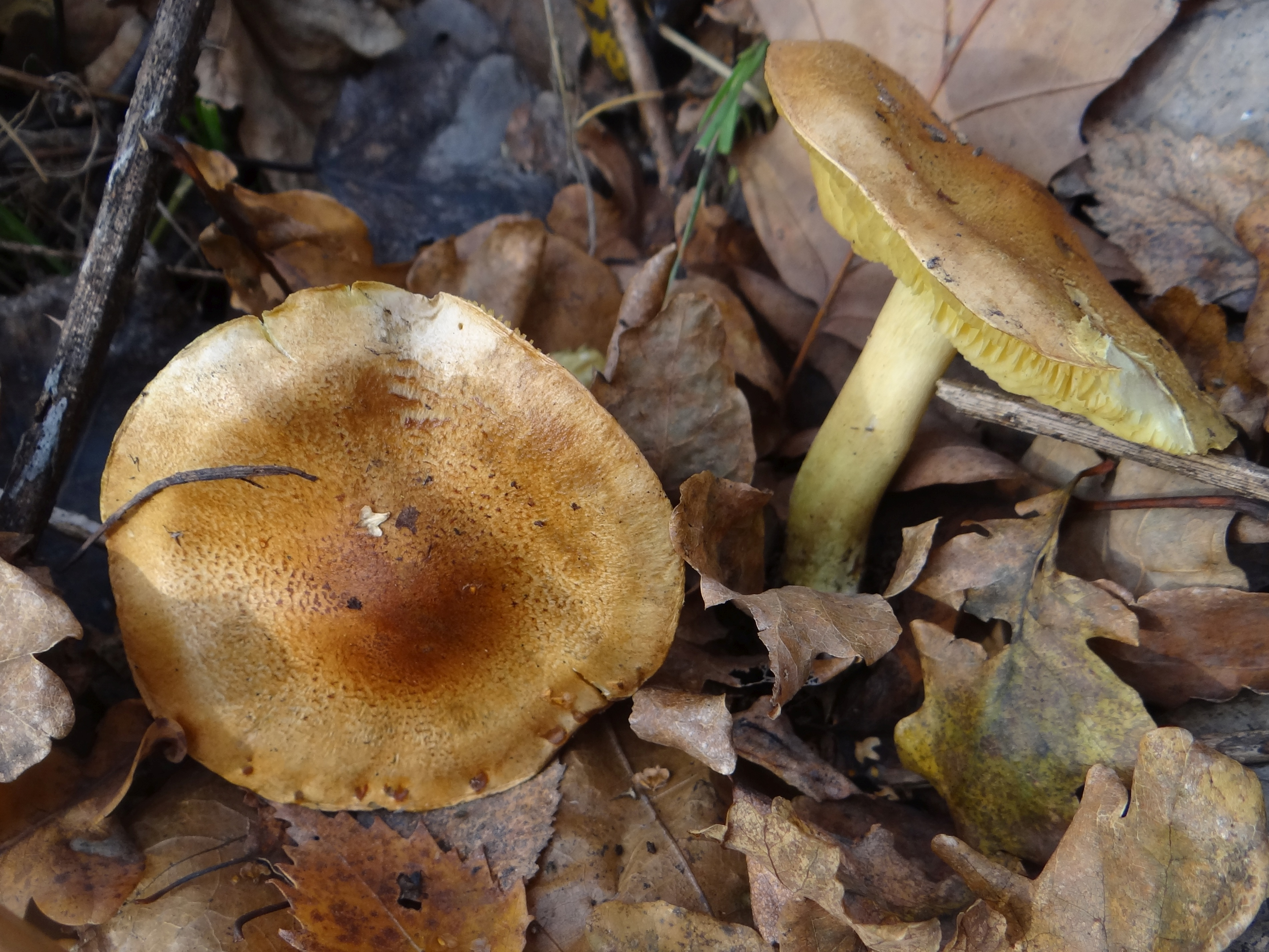

Gąska zielonka (Tricholoma equestre (L.) P. Kumm.) – gatunek grzybów należący do rodziny gąskowatych (Tricholomataceae).

## Systematyka i nazewnictwo
Pozycja w klasyfikacji według Index Fungorum: Tricholoma, Tricholomataceae, Agaricales, Agaricomycetidae, Agaricomycetes, Agaricomycotina, Basidiomycota, Fungi.
Po raz pierwszy takson ten zdiagnozowany został w 1753 r. przez K. Linneusza, który nadał mu nazwę Agaricus equestre. Obecną, uznaną przez Index Fungorum nazwę nadał mu Paul Kummer w 1871 r.
Ma ok. 20 synonimów. Niektóre z nich:

- Agaricus auratus Paulet 1793
- Agaricus equestris L. 1753
- Agaricus flavovirens Pers. 1793
- Gyrophila equestris (L.) Quél. 1886
- Gyrophila equestris var. aurata (Paulet) Quél. 1886
- Melanoleuca equestris (L.) Murrill 1914
- Tricholoma auratum (Paulet) Gillet 1874
- Tricholoma flavovirens (Pers.) S. Lundell 1942

Polską nazwę nadał Józef Jundziłł w 1830 r. W polskim piśmiennictwie mykologicznym ma też inne nazwy: bedłka zielonka, gąska żółta i prośnianka.

## Morfologia
Kapelusz
Średnicy 4–10 cm, żółtozielony lub żółtobrązowy, pośrodku ciemniejszy, gładki, w młodym owocniku stożkowato wypukły, później płaski, często różnie powyginany. Skorka naga lub drobnołuskowata, mazista i dlatego często z ziarnami piasku, podczas wilgoci śliska.
Blaszki
Od bladożółtawych do siarkowożółtych, średnio gęste, cienkie, wycięte z ząbkiem, ale u nasady szeroko przyrośnięte.
Trzon
Osiąga długość od 3 do 9 cm i grubość do 3 cm. Jest cylindryczny, pełny. Powierzchnia najpierw z podłużnymi włóknami, później gładka, żółta albo żółtozielonkawa.
Miąższ
Twardy, kruchy, biały, po przekrojeniu nie zmienia zabarwienia. Smak słodkawoorzechowy, pachnie jak świeżo zmielona mąka.
Wysyp zarodników
Biały. Zarodniki o średnicy 6–8 × 3,5–5 µm, jajowate, gładkie, bezbarwne.
Gatunki podobne
- gąska liściowata (Tricholoma frondosae)[8],
- trująca gąska siarkowa (Tricholoma sulphureum), która ma żółty miąższ, rzadkie blaszki i nieprzyjemny zapach[7],
- gąska zielonożółta (Tricholoma sejunctum), która ma kapelusz bardziej oliwkowoszary i występuje głównie w lasach liściastych[7],
- śmiertelnie trujący muchomor zielonawy (Amanita phalloides); podobne są zwłaszcza młode okazy. Muchomor różni się obecnością pochwy u nasady trzonu, wysokim trzonem i wolnymi blaszkami[6].

## Występowanie i siedlisko
Gąska zielonka rozprzestrzeniona jest szeroko w Ameryce Północnej i Europie, ale podana też została z niektórych miejsc w Azji (Japonia), Ameryce Środkowej (Kostaryka) i Afryki. Znajduje się na Czerwonej liście roślin i grzybów Polski. Ma status I – gatunek o nieokreślonym zagrożeniu. Znajduje się na listach gatunków zagrożonych także w Niemczech, Holandii, Słowacji. W krajach, gdzie jest gatunkiem zagrożonym – zabroniony jest zbiór tego gatunku.
Naziemny grzyb mykoryzowy. Rośnie od października do grudnia, w borach sosnowych na piaszczystej glebie z dużą ilością porostów, prawie zawsze gromadnie, czasami razem z gąską niekształtną (Tricholoma portentosum). Prawie cały rozwój owocnika przebiega pod ziemią, z mchu i igliwia wystaje zwykle tylko część kapelusza, dlatego też trudno ją znaleźć; miejscami jest częsta.

## Znaczenie
Dawniej uważany za smaczny grzyb jadalny, jednak obecnie nie poleca się jego zbioru, w wielu krajach (np. Francja i Niemcy) uznany za toksyczny i niebezpieczny. We Francji w latach 2001–2003 odnotowano liczne przypadki zatruć, z tego kilka śmiertelnych. W kraju tym zaczęło dochodzić do coraz częstszych przypadków zatruć po spożyciu gąski zielonej, najprawdopodobniej z powodu skażenia środowiska. Na obszarach o środowisku skażonym zaleca się spożywanie tego gatunku w ograniczonych ilościach. W roku 2009 udokumentowano zatrucie zielonkami w Polsce u trzech osób, z tego jedno śmiertelne. O podstawowy mechanizm zatrucia podejrzewa się rabdomiolizę, która uszkadza błony komórkowe mięśni szkieletowych. W rezultacie tego białko mioglobina przenoszące tlen do mięśni jest uwalniane i pojawia się w moczu, co prowadzi do objawów takich jak ból mięśni i brązowawe zabarwienie moczu.
Mimo wszystkich kontrowersji z nią związanych, zgodnie z rozporządzeniem z dnia 12 czerwca 2018 r. jest grzybem dopuszczonym do obrotu handlowego na terenie Polski.
Przeprowadzony przez polskich naukowców krytyczny przegląd badań klinicznych i eksperymentalnych wskazujących na rzekomą toksyczność gąski zielonki podkreśla jednak stanowczo, iż gatunek ten nie stanowi większego zagrożenia dla zdrowia aniżeli gatunki grzybów bezsprzecznie uznawane za jadalne, a opisy przypadków zatruć i badań w modelu doświadczalnym cechuje szereg ograniczeń interpretacyjnych.